# آرثر بوديتش
آرثر بوديتش (بالإنجليزية: Arthur Bowditch)‏ هو مهندس معماري أمريكي، ولد في 12 مايو 1870، وتوفي في 13 مايو 1941.